# هائل (اسم)
هائل هو اسم علم مذكر من أصل عربي، ومعناه هو من الفعل هال، المخيف المفزع، والأمر العظيم، مؤنثه هائلة.

## شخصيات تحمل الاسم
- هائل سعيد أنعم (1902 – 23 أبريل 1990)

## وصلات خارجية
- موسوعة السلطان قابوس لأسماء العرب